# Rkatsiteli
Le Rkatsiteli (géorgien :  რქაწითელი, de « რქა » et « წითელი », littéralement rkats’iteli) est un cépage utilisé pour produire du vin blanc.

## Histoire
D'originaire géorgienne, c'est l'un des plus anciens cépages connus. En Géorgie, des vases d'argile ont été exhumés avec des grains de raisin Rkatsiteli qui ont été datés de 3 000 ans avant notre ère.

## Géographie
Il se retrouve dans toutes les régions autour de la mer Noire : Géorgie, Daghestan, Tchétchénie, Ingouchie, Stavropol, Krasnodar et Crimée.
Il permet d'élaborer des vins blancs de haute qualité, vins doux naturels, vins mutés et brandies, ainsi que du jus de raisin. Il peut être aussi utilisé en raisin de table.

## Synonymes
Ce cépage est encore dénommé Baiyu, Budatschuri, Budaschuri, Dedai rkacitelli, Dedali oder Dedali rekacitelli, Grusinskii, Grusinskü rkatsitelli, Kachura, Korolek, Koroliok, Kukura, Mamoli rkatsitelli, Osanlugue, Rkachiteli, Rkaciteli, Rkatiteli, Rkatsiteli, Rkatsitelli, Rkaziteli Dedali, Rkatsiteli Mamali, Rkaziteli, Rkatzitelli, Rothhölzer, Rusinskii Tapolek, Topolek, Topoliok et Zweiabazer.